# Перри Рубио, Гильермо
Гильермо Перри Рубио (исп. Guillermo Perry Rubio; 13 октября 1945, Самака, Центральная, Бояка, Колумбия — 27 сентября 2019, Балтимор, Мэриленд, США) — колумбийский государственный деятель, министр финансов и государственного кредита (1994—1996), министр горнодобывающей промышленности и энергетики (1986—1988).

## Биография
Гильермо окончил гимназию в столице Колумбии городе Богота. Затем учился в Университете Лос-Андес и получил там степень магистра по экономике. Позже стал доктором наук в Массачусетском технологическом институте. В Массачусетском институте он изучал налоговую систему и помогал в проведение налоговых реформ в Индонезии, Чехословакии, Македонии, Гамбии, Эквадоре и Венесуэле.
После окончания Массачусетского технологического института Гильермо начал работать в Департаменте национального планирования Колумбии. Затем работал в компании Fedesarrollo и участвовал в её основании. В 1974 году президент Колумбии Альфонсо Лопес Микельсен пригласил его работать в министерстве финансов и государственного кредита. Он участвовал в подготовке налоговой реформы в стране.
В 1986 году президент Вирхилио Барко Варгас назначил его министром горнодобывающей промышленности и энергетики. На министерском посту он выступал за увеличение добычи газа, создал национальную структуру тарифов на электроэнергию и инициировал финансовую реструктуризацию системы электроснабжения.
В 1991 году с января по июнь он был депутатом Национального учредительного собрания. В 1994 году президент Эрнесто Сампер Писано назначил его министром финансов и государственного кредита. В 1996 году подал в отставку, возмущенный обвинениями в адрес президента, что его предвыборную программу спонсировал наркокартель Кали.
После ухода из государственного сектора Гильермо был назначен главным экономистом Всемирного банка в Латинской Америки и странах Карибского бассейна. Он оставался на этом посту более одиннадцати лет, в течение которых вместе со своей командой он разработал и опубликовал более двадцати книг по критическим вопросам развития Латинской Америки. Вместе с Джозефом Стиглицем он основал организацию Global Development Network.
Он также работал в Университете Лос-Андес, был приглашённым профессором в Школе управления им. Джона Ф. Кеннеди, сотрудничал с международными экономическими организациями Global Development Network, Center for Global Development, Woodrow Wilson International Center for Scholars и Андской корпорацией развития.
Гильермо был обозревателем газеты El Tiempo и автором книг по экономике.

## Примечание
1. ↑  http://www.panabolsa.com/PDFs/Estados%20Financieros%20de%20Emisores/BBVA/2015/BBVA%20INA%20DICIEMBRE%20DECEMBER.pdf
2. ↑  http://www.elmundo.com/portal/opinion/columnistas/la_genialidad_de_perry.php
3. ↑  Bibliothèque nationale de France Autorités BnF (фр.): платформа открытых данных — 2011.
4. 1 2  Guillermo Perry (исп.). HISTORIAS DE VIDA (19 февраля 2017). Дата обращения: 17 февраля 2020. Архивировано из оригинала 18 февраля 2020 года.
5. ↑  Casa Editorial El Tiempo. Guillermo Perry Rubio (исп.). El Tiempo (28 января 2011). Дата обращения: 18 февраля 2020. Архивировано 18 февраля 2020 года.